# Ragman
Ragman, amerikansk superhjälteserie, skapad av Robert Kanigher och Joe Kubert 1976. Serien handlade om en maskerad vigilant i Batman-traditionen som bekämpar brott iklädd en kostym av trasor och lump. Tidningen publicerades enbart i fem nummer, men är ändå ihågkommen som en kultfavorit, mycket på grund av Kuberts teckningar. I Sverige publicerades "Ragman" i tidningen Läderlappen på 70-talet.
På 1990-talet återkom figuren i två miniserier av Keith Giffen, Pat Broderick med flera. Här lade Giffen till ett ockult element då han kopplade Ragmans dräkt till den judiska Golem-myten. Serien blev också mer av en skräckserie än tidigare. Denna version är den som för närvarande lever kvar i DC:s universum. Ragman har ingen egen tidning, men gästspelar då och då i diverse andra serier.